# Metzgeria fruticulosa
Metzgeria fruticulosa là một loài Rêu trong họ Metzgeriaceae. Loài này được (Dicks.) A. Evans mô tả khoa học đầu tiên năm 1910.

## Hình ảnh

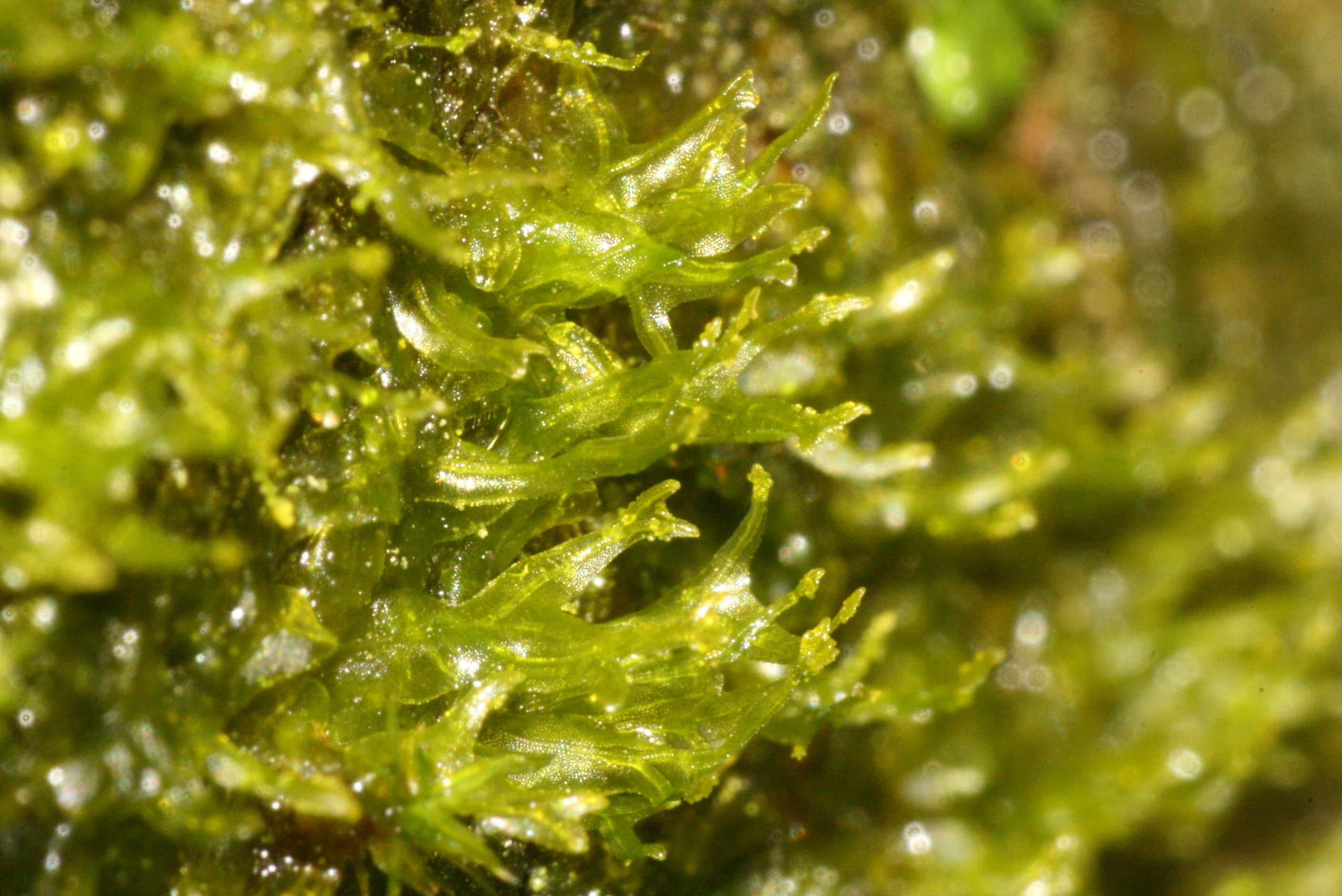
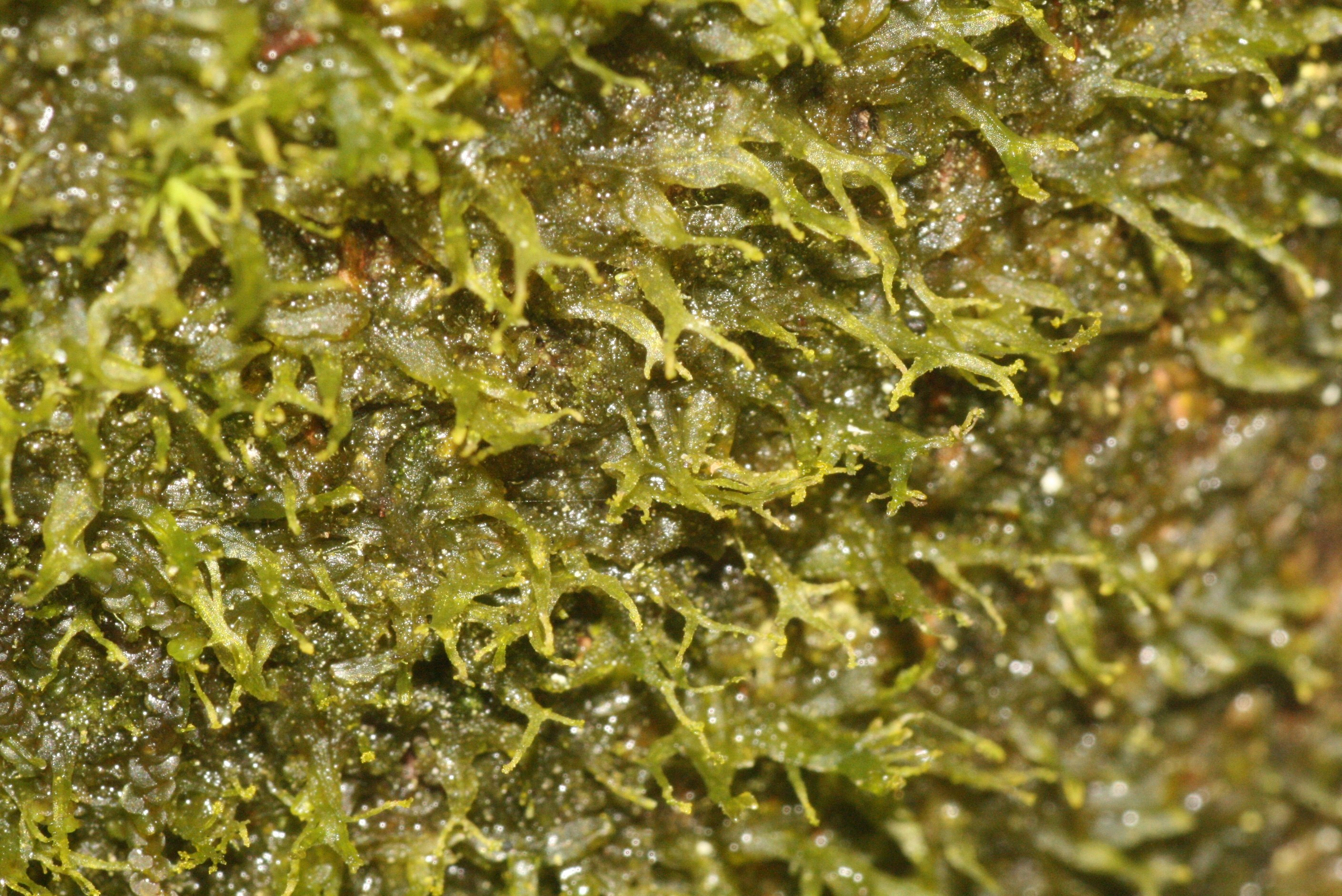